# Gregor Beck

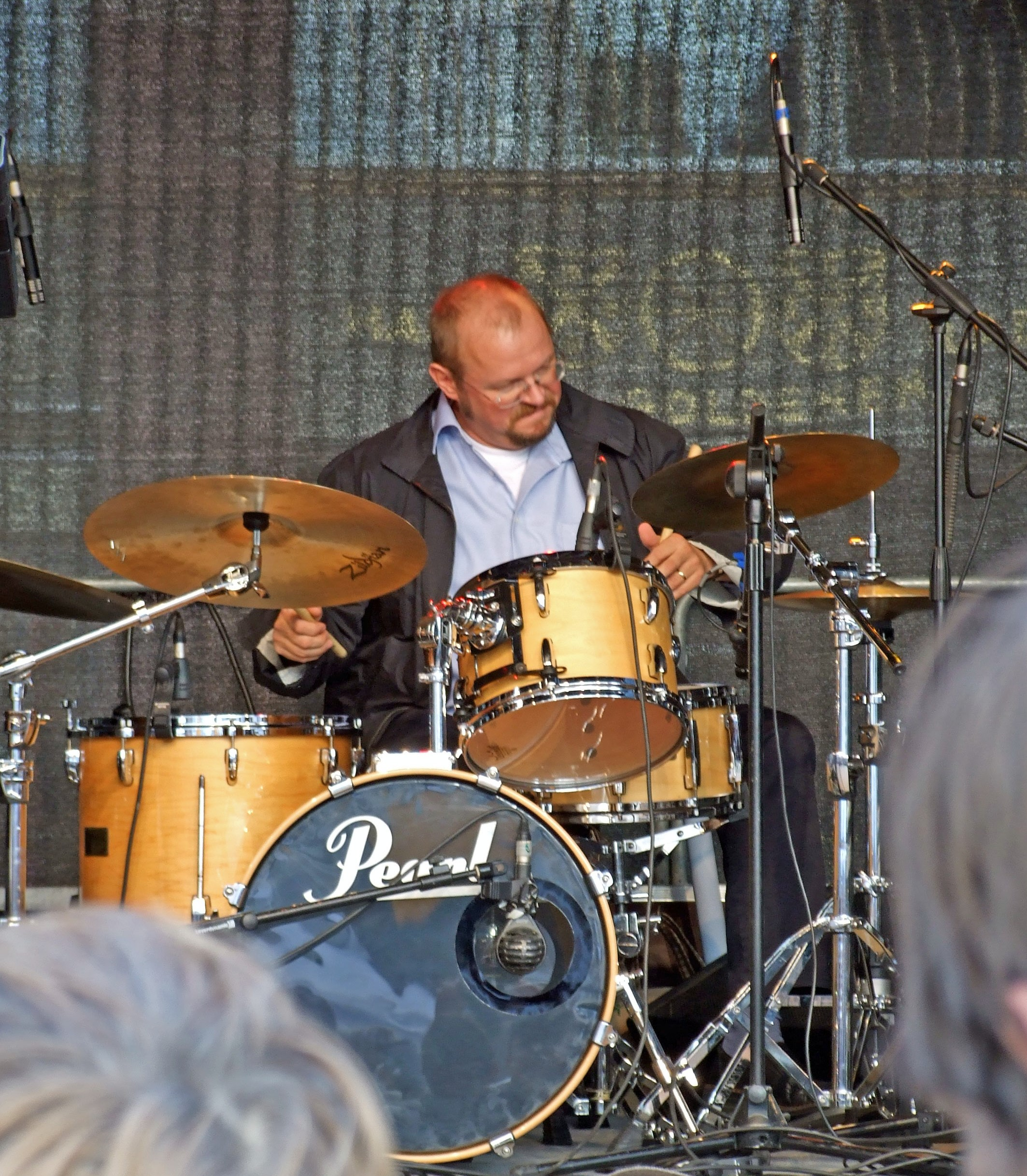
Gregor Beck (2008)

Gregor Beck (* 26. April 1958 in Ravensburg) ist ein deutscher Schlagzeuger des Swing und Hot Jazz. Er hat aufbauend auf Sid Catlett, Jo Jones, Gene Krupa, Buddy Rich, aber auch Herlin Riley seinen eigenen Stil gefunden.

## Leben und Wirken
Beck wuchs in Zußdorf auf und begann als Neunjähriger Gitarre zu spielen; mit 17 Jahren wechselte er zum Schlagzeug. Er spielte zunächst Country & Western und Rockmusik. Bis 1981 studierte er am Leopold-Mozart-Konservatorium Augsburg. Zunächst trat er im Kabarett-Bereich (Die Käsmetiker) auf. Nach Anfängen mit der Dirty River Jazzband im Bodenseeraum entdeckte ihn 1979 Oscar Klein, der ihn mit Fatty George zusammenbrachte. Dann spielte Beck bei den Tremble Kids. Er trat weiterhin mit Oscar Klein auf, aber auch mit Barbara Dennerlein.
1985 übersiedelte er in den Großraum Stuttgart, wo er mit Swing Mail Special, der Darktown Jazzband und Werner Lener auftrat, ab 1989 auch mit Alexander's Swingtime Band und den European Swing Stars, die mit Scott Hamilton und Danny Moss auf Tour gingen. 1987 wurde er Mitglied der Allotria Jazzband, der er noch immer angehört. Zudem spielte er mit den Swing All Stars um Charly Höllering (weitergeführt als We Remember Charles). Mit dem Trompeter Keith Smith war er mehrfach auf Tournee in Großbritannien, ebenso mit Georgie Fame. Mit Thilo Wagner und Lindy Huppertsberg bildet er die Gruppe Centerpiece (Three to Get Ready). Weiterhin spielte er mit Paul Kuhn, Bill Ramsey oder Peter „Banjo“ Meyer  und gehört seit 2010 zur  Band von Chris Barber. Er ist auch mit Major Holley, Yank Lawson, Woody Shaw, Benny Waters, Clark Terry, Lew Tabackin, Dusko Goykovich, Ack van Rooyen, Schnuckenack Reinhardt, Marianne Mendt, Klaus Doldinger und Red Holloway aufgetreten.
Das Album Echoes of Swing mit Ralph Sutton wurde vom englischen Jazz Journal zur besten Live-Aufnahme des Jahres 1998 gewählt. Die CD Happy Together mit Ken Peplowski, Jesper Thilo, Thilo Wagner und Isla Eckinger wurde 2008 für den Deutschen Schallplattenpreis vorgeschlagen.

## Diskographische Hinweise
- Wagner, Mörike, Beck Finally (Nagel-Heyer Records 2002)